# A fondo
A fondo fou un famós programa televisiu d'entrevistes dirigit i presentat pel periodista Joaquín Soler Serrano que s'emeté per Televisió Espanyola entre els anys 1976 i 1981. El primer programa es gravà el 8 de setembre de 1976 i hi entrevistaren Jorge Luis Borges. Una gran part de les entrevistes eren amb personalitats de l'àmbit artístic, literari i científic, incloent-hi moltes personalitats catalanes, com ara Josep Pla, Salvador Espriu, Salvador Dalí, Mercè Rodoreda, Joan Manuel Serrat o Josep Trueta.

## Personalitats entrevistades

### Llista curta (per ordre d'emissió)
Algunes de les personalitats entrevistades al programa de Joaquín Soler Serrano, per ordre d'emissió:
- Jorge Luis Borges (dues entrevistes, 1976 i 1980)
- Octavio Paz
- Josep Pla
- Carlos Barral
- Julio Cortázar
- Salvador Dalí
- Mercè Rodoreda
- Ramón J. Sender
- Juan Rulfo
- Salvador Espriu
- Alejo Carpentier
- Julio Caro Baroja
- Rafael Alberti
- Manuel Puig
- Joan Manuel Serrat
- Joan Brossa
- Álvaro Cunqueiro
- Manuel Mujica Láinez
- Dámaso Alonso
- Gabriel Celaya
- Ernesto Giménez Caballero
- José Donoso
- Juan Carlos Onetti
- Gonzalo Torrente Ballester
- Severo Sarduy
- Camilo José Cela
- Ángel Zúñiga
- Néstor Almendros
- Guillermo Cabrera Infante
- Josep Trueta i Raspall

### Llista llarga (per ordre alfabètic)
Per ordre alfabètic de nom de pila, de totes les entrevistes emeses:
- Antonio Saura
- Antonio Skármeta
- Antonio Di Benedetto
- Andrés Segovia
- Adolfo Marsillach
- Antonio Buero Vallejo
- Alejo Carpentier
- Alfredo Zitarrosa
- Álvaro Cunqueiro
- Arturo Uslar Pietri
- Atahualpa Yupanqu
- Augusto Roa Bastos
- Chabuca Granda
- Camilo José Cela
- Carlos Barral
- Carlos Fuentes
- Carmen Martín Gaite
- Emilio Fernández, "El indio"
- Ernesto Giménez Caballero
- Ernesto Sábato
- Eugen Ionesco
- Dámaso Alonso
- Francesc Candel
- Francesc de Borja Moll
- Francisco Ayala
- Francisco Umbral
- Frederic Mompou
- Gabriel Celaya
- Geraldine Chaplin
- Gonzalo Torrente Ballester
- Guillermo Cabrera Infante
- Manuel Mujica Láinez
- Manuel Puig
- Manuel Scorza
- Manuel Vázquez Montalbán
- Manuel Viola
- Marguerite Duras
- Mario Benedetti
- Mario Vargas Llosa
- Matilde Urrutia
- Mercè Rodoreda
- Miguel Delibes
- Milan Kundera
- Modest Cuixart
- Narciso Yepes
- Néstor Almendros
- Octavio Paz
- Otto Preminger
- Terenci Moix
- Teresa de Calcuta
- Libertad Lamarque
- Luís Rosales
- Josep Trueta
- Joaquín Rodrigo
- José Luis López Aranguren
- Jorge Luis Borges (1976)
- Jorge Luis Borges (1980)
- Josep Pla
- Juan Aparicio López
- Juan Carlos Onetti
- Julio Cortázar
- Joan Brossa
- Juan David Garcia Bacca
- Juan Manuel Fangio
- Joan Manuel Serrat
- Joan Ponç
- Juan García Hortelano
- Juan Larrea
- Juan Rulfo
- Julio Caro Baroja
- Joaquín Salvador Lavado (Quino)
- José Donoso
- José Ortega Spottorno
- Rafael Alberti
- Ramón J. Sender
- Raphael
- Rosa Chacel
- Salvador Dalí
- Salvador Espriu
- Severo Ochoa
- Severo Sarduy
- Victoria Kent